# Chirurgia di Dehn
In matematica, e più precisamente nella topologia della dimensione bassa, la chirurgia di Dehn è un'operazione che permette la trasformazione di una 3-varietà in un'altra 3-varietà. La trasformazione consiste nella rimozione di un toro solido dal suo interno, e nel suo successivo reincollamento, con una mappa che può essere diversa da quella originaria. 
La seconda operazione (di reincollamento) può essere effettuata autonomamente e ha il nome di riempimento di Dehn.

## Definizioni

### Riempimento di Dehn
Sia {\displaystyle M} una 3-varietà con bordo, il cui bordo contiene un toro {\displaystyle T}. Un riempimento di Dehn è l'operazione di incollamento di {\displaystyle M} e di un toro solido {\displaystyle S} lungo i bordi {\displaystyle T} e {\displaystyle \partial S}.
Più precisamente, l'incollamento è determinato da un omeomorfismo
{\displaystyle \phi :T\to \partial S}
fra i due tori. Questo determina lo spazio quoziente
{\displaystyle N=(M\cup S)/_{\sim }}
dove {\displaystyle \sim } è la relazione di equivalenza indotta da {\displaystyle \phi }, che identifica ogni punto {\displaystyle x} di {\displaystyle T} con il punto {\displaystyle \phi (x)} di {\displaystyle \partial S}. Lo spazio quoziente {\displaystyle N} risulta essere una 3-varietà.

### Chirurgia di Dehn
La chirurgia di Dehn è un'operazione che consta di due passaggi. Sia {\displaystyle M} una 3-varietà orientabile e {\displaystyle K} un nodo contenuto nell'interno di {\displaystyle M}. Il primo passaggio consiste nella rimozione di un piccolo intorno tubolare aperto del nodo {\displaystyle K} da {\displaystyle M}. Poiché {\displaystyle M} è orientabile, l'intorno tubolare è omeomorfo ad un toro solido, e la varietà {\displaystyle M'} risultante dalla rimozione ha una nuova componente di bordo {\displaystyle T}, data dal bordo di questo toro solido, omeomorfa ad un toro.
La seconda operazione consiste in un riempimento di Dehn della nuova componente di bordo {\displaystyle T}. Entrambe le operazioni possono essere sintetizzate dicendo che un toro solido viene rimosso da {\displaystyle M}, e quindi reincollato. Poiché il modo in cui viene reincollato dipende fortemente dalla scelta della mappa {\displaystyle \phi }, la varietà che ne risulta può essere molto differente da quella iniziale.